# Munilla
Munilla est une commune de la communauté autonome de La Rioja, en Espagne, située à 68 km de la ville de Logroño.

## Démographie
| 1900  | 1910  | 1920  | 1930  | 1940  | 1950  | 1960 | 1970 | 1981 |
| ----- | ----- | ----- | ----- | ----- | ----- | ---- | ---- | ---- |
| 1 740 | 1 866 | 1 823 | 1 714 | 1 603 | 1 231 | 665  | 172  | 96   |

| 1991 | 2001 | 2011 | - | - | - | - | - | - |
| ---- | ---- | ---- | - | - | - | - | - | - |
| 142  | 120  | 123  | - | - | - | - | - | - |

## Administration

### Conseil municipal
La ville de Munilla comptait 115 habitants aux élections municipales du 26 mai 2019. Son conseil municipal (en espagnol : Pleno del Ayuntamiento) se compose donc de 5 élus.
| Parti | Parti                                    | Voix | %       | Élus  |
| ----- | ---------------------------------------- | ---- | ------- | ----- |
|       | Parti populaire (PP)                     | 51   | 86,44 % | 4 / 5 |
|       | Partido Riojano (PR+)                    | 6    | 10,17 % | 1 / 5 |
|       | Parti socialiste ouvrier espagnol (PSOE) | 2    | 3,39 %  | 0 / 5 |

### Liste des maires
| Mandat    | Maire | Maire                 | Parti |
| --------- | ----- | --------------------- | ----- |
| 1979-1983 |       | ?                     | CD    |
| 1983-1987 |       | ?                     | AP    |
| 1987-1991 |       | ?                     | PSOE  |
| 1991-1995 |       | ?                     | PSOE  |
| 1995-1999 |       | ?                     | PP    |
| 1999-2003 |       | ?                     | PR    |
| 2003-2007 |       | ?                     | PP    |
| 2007-2011 |       | ?                     | PP    |
| 2011-2015 |       | Claudio García Lasota | PP    |
| 2015-2019 |       | Claudio García Lasota | PP    |
| 2019-2023 |       | Claudio García Lasota | PP    |